# RJ25

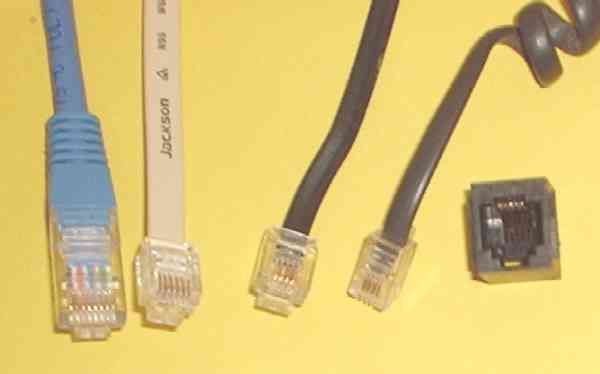
Le RJ25 est le deuxième en partant de la gauche, à droite du RJ45.

Le connecteur RJ25  ou Registered Jack 25 est un connecteur de type plug modulaire.
Il s'agit d'un connecteur de téléphone qui permet de relier trois lignes. Le RJ25 dispose de six points et six contacts (équivalent britannique BS 6312).